# Stuwmeer van Bratsk
Het Stuwmeer van Bratsk (Russisch: Бра́тское водохрани́лище; Bratskoje vodochranilischtsche) bevindt zich op de Angara in Rusland. Het was een groot symbool van de Sovjet-Unie en een belangrijk onderdeel van de ontsluiting van het gebied Angara-Jenisej.

## Stuwmeer
Het stuwmeer, dat in de oblast Irkoetsk ligt ten noordwesten van het Bajkalmeer tussen Bratsk en Tsjeremchovo, beslaat een oppervlakte van 5470 km² en kan tot 169,27 km³ water bevatten. Met deze inhoud is het stuwmeer het op twee na grootste ter wereld. Ook het ondergelopen gebied is gigantisch; het is hiermee het zevende wereldwijd.

## Stuwdam
Het overspanningsbouwwerk en de elektriciteitscentrale bevinden zich nabij Bratsk. Hier werd tussen 1954 en 1966 in de ongerepte taiga een waterkrachtcentrale gebouwd die 4500 MW vermogen heeft.

## Aanleggeschiedenis
Voor het bouwwerk werd de taiga in de buurt gekapt, werden wegen aangelegd en onderdak voor de arbeiders gebouwd. Aanvankelijk werden geniesoldaten en gevangenen ingezet, later werden dat Komsomollen. Er was meer dan 5 miljoen m³ beton nodig voor de stuwdam.
Omdat de meegebrachte diesel-generatoren voor de stroomvoorziening niet toereikend waren, moest men een 628 kilometer lange hoogspanningsleiding aanleggen door de taiga naar Irkoetsk (waar een waterkrachtcentrale is aangelegd tussen 1950 en 1959). Dit werk nam twee jaar in beslag, tot december 1957. In maart van 1957, wanneer het water laag stond, begon men met de bouw van de fundamenten van de stuwdam. Daar de betonwerken in de winter gewoon doorgingen, moest men ervoor zorgen dat de beton tijdens het transport niet bevroor. Een ander probleem waren de muggen in de zomer. Tot het vullen van het stuwmeer in 1960 probeerde men ze met honderden tonnen chemicaliën te verdelgen. Na het vullen van het stuwmeer vanaf januari 1961 kon men de eerste turbines in werking stellen. Het stuwmeer en de stuwdam werden in 1966 voltooid.

## Omgeving
Ter voorbereiding van het vullen van het stuwmeer van Bratsk werden de bewoners van 264 nederzettingen onteigend. De meesten trokken naar nieuwe, door de staat planmatig aangelegde woonkernen aan de oever van het nieuwe stuwmeer of verhuisden naar Bratsk.